# Aviatik (Berg) D.II
Aviatik (Berg) D.II, còn gọi là Aviatik 30.22, là một mẫu thử máy bay tiêm kích của Đế quốc Áo-Hung trước khi Chiến tranh thế giới I kết thúc.

## Quốc gia sử dụng
Austria-Hungary
 Kingdom of Yugoslavia
- Không quân Hoàng gia Nam Tư - Sau chiến tranh

## Tính năng kỹ chiến thuật (D.II)
Đặc điểm tổng quát
- Kíp lái: 1
- Chiều dài: 6.98m m (22 ft 10¾ in)
- Sải cánh: 9.50 m (24 ft 7¼ in)
- Trọng lượng rỗng: 587 kg (1294 lb)
- Trọng lượng có tải: 810 kg (1786 lb)
- Powerplant: 1 × Austro-Daimler Series 39, 149 kW (200 hp)

Hiệu suất bay
- Vận tốc cực đại: 210 km/h (130 mph)

Vũ khí trang bị
- 2 x súng máy Schwarzlose 8 mm